# Radio Ostfriesland
Radio Ostfriesland ist ein niedersächsisches Bürgerradio. Es erhielt am 10. Mai 2000 seine Sendelizenz von der Niedersächsischen Landesmedienanstalt (NLM) und sendet seitdem ein 24-stündiges Programm. Radio Ostfriesland sendet sein Programm aus drei verschiedenen Studios: Emden, Aurich und Leer. Produziert wird das Programm von redaktionellen/hauptamtlichen- sowie freien Mitarbeitern/Nutzern. Seit dem 1. Januar 2008 ist Klaus Pommer Geschäftsführer und Programmleiter.

## Geschichte
Gegenüber den anderen 15 landesweit seit 1996 entstandenen Radioprojekten, deren Sendelizenz gesetzlich vorgegeben fünf Jahre galt, in denen sie sich während einer sogenannten wissenschaftlichen Begleitphase zu bewähren hatten, blieben Radio Ostfriesland nur zwei Jahre. Bei der endgültigen Vergabe der Sendelizenzen für weitere sieben Jahre im Jahr 2002 erhielt auch Radio Ostfriesland die Lizenz, weiter zu arbeiten. Die Sendelizenz wurde zuletzt 2020 verlängert und gilt nun vorläufig bis zum 31. März 2031.
2005 wurde Gerd Brandt aus Neustadtgödens für sein regionalsprachliches Engagement bei Radio Ostfriesland mit dem Keerlke-Preis ausgezeichnet.

## Programm
Kern des redaktionell betreuten Programms sind an den Werktagen die "Morningshow" von 6 bis 10 Uhr, das Vormittagsmagazin "Radio Ostfriesland bei der Arbeit" von 9 bis 12 Uhr, das Mittagsmagazin "Klock 12" (plattdeutsch: „12 Uhr“) von 12 bis 13 Uhr sowie das Abendmagazin "5 nach 5" um kurz nach 17 Uhr. Die überregionalen Nachrichten werden von NDR Info übernommen, dazu strahlt Radio Ostfriesland mehrmals am Tag ausführliche Regionalnachrichten aus.
Neben dem Programm in hochdeutscher Sprache gibt es auch Sendungen in plattdeutscher Sprache. Das Magazin "Klock 12" wird durchgehend auf Platt ausgestrahlt.

## Frequenzen
Radio Ostfriesland ist auf terrestrischen UKW auf diesen Frequenzen zu empfangen:
| Sendestandort | Frequenz   | Sendestärke | RDS      |
| ------------- | ---------- | ----------- | -------- |
| Emden         | 87,70 MHz  | 0,1 kW      | OSTFRLND |
| Aurich        | 94,00 MHz  | 1 kW        | OSTFRLND |
| Leer          | 103,90 MHz | 0,2 kW      | OSTFRLND |

Die analoge Verbreitung im Kabelnetz wurde eingestellt, aber Radio Ostfriesland sendet sein Programm als Stream über das Internet.
Über das Digitalradio DAB+ ist Radio Ostfriesland auf Kanal 11A im sogenannten Niedersachsen Mux empfangbar. Eine Ausstrahlung über Satellit findet momentan nicht statt (Stand: April 2025).